# Drapeau d'Israël

Pavillon civil.

Pavillon de guerre.

Le drapeau d'Israël est l'emblème et le drapeau national de l'État d'Israël depuis 1948. Crée et adopté par le mouvement sioniste en août 1897, il est repris et adopté à son tour en octobre 1948 par l'État d'Israël nouvellement créé, cinq mois après sa déclaration d'indépendance. 
Il comporte en son centre l'étoile de David, ou « Maguen David » (de l'hébreu, littéralement « Bouclier de David »). Les proportions du drapeau, ses couleurs (blanc et bleu) et les deux bandes horizontales évoquent le talith, châle de prière juif. 

## Forme du drapeau
La loi de l’État d’Israël décrit le drapeau de l’État comme étant doté d’un fond blanc sur lequel sont deux bandes de couleur tekhélèth (en hébreu, « azur ») foncée, qui s’étendent sur toute sa longueur, mais qui sont un peu rehaussées selon la largeur. Au centre du drapeau, entre les deux bandes, est tracé un maguène David  de la couleur des bandes. Les couleurs du drapeau ont comme origine les couleurs du talith , quoique les couleurs des bandes sur les taliths varient de tekhélèth à noir. Il est possible que ce soit à cause de cela qu’on a la définition ambigüe de « tekhélèth foncée ». En fait, la teinte bleue varie d’un drapeau à un autre et n’est pas fixe, tantôt bleu foncé, tantôt bleu clair.

## Description officielle
La forme et les proportions du drapeau ont été fixées puis ont été publiées dans une déclaration officielle de l’assemblée provisoire de l’État, et ont été par la suite approuvées par une loi de la Knesset en 1949 :
« Le drapeau est de 220 cm de longueur, 160 cm de largeur. Le fond est blanc sur lequel sont deux bandes tekhélèth foncée, large chacune de 25 cm, étendues sur toute la longueur du drapeau, d’un bord à l’autre bord. La bande supérieure est à une distance de 15 cm depuis le côté large. Au milieu du fond blanc, entre les deux bandes tekhélèth et de façon équidistante à celles-ci est un maguène David fait de six bandes tekhélèth, large chacune de 5,5 cm, qui est épuré en deux triangles égaux, dont les bases sont parallèles aux deux bandes de tekhélèth qui sont le long du drapeau. »

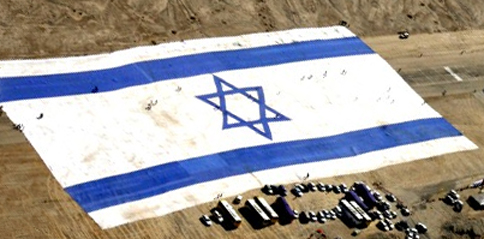
Le plus grand drapeau du monde, 18 843 m² (enregistré au livre Guiness des records).
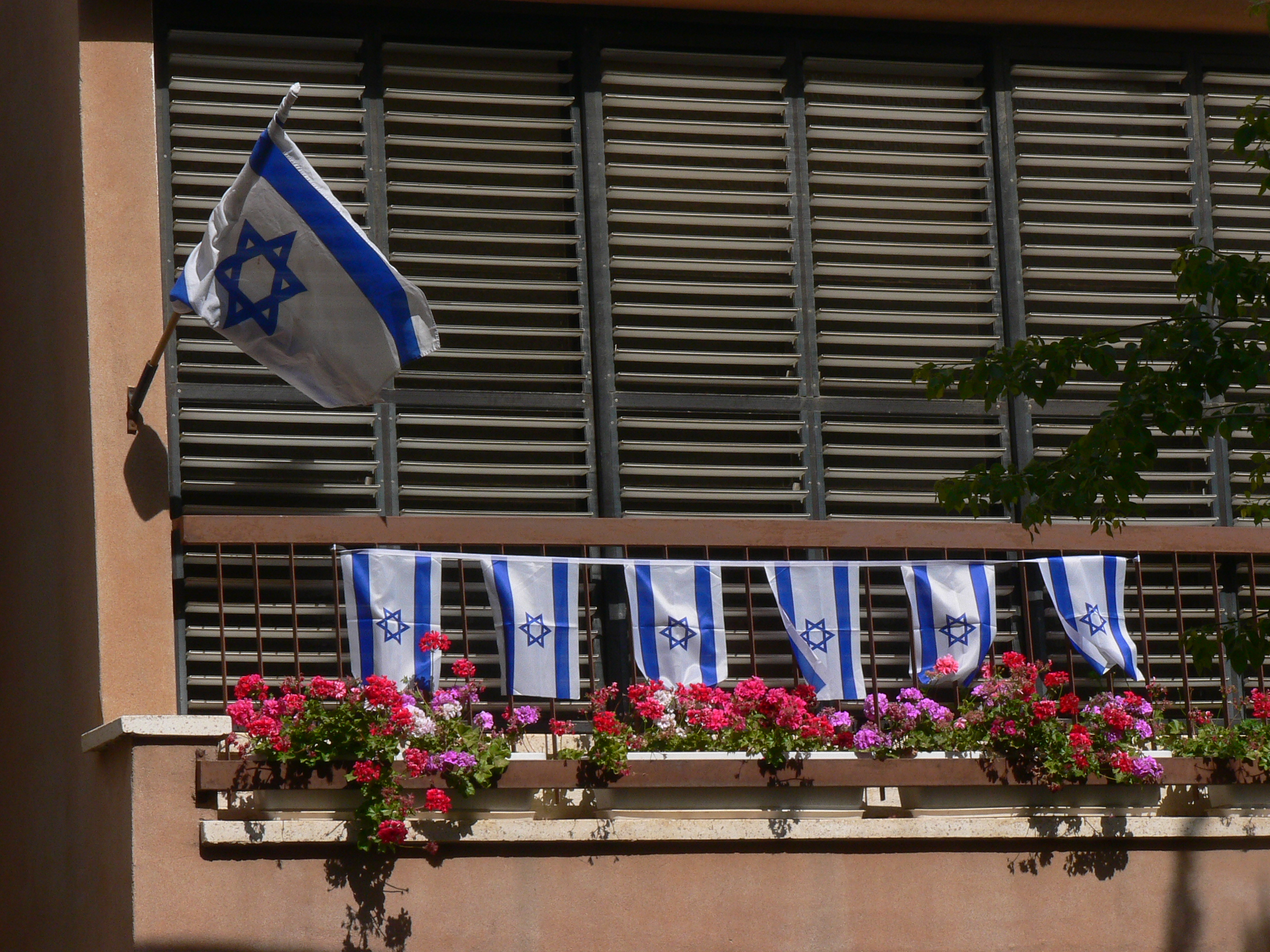
Yom Ha'atzmaout (Jour de l'indépendance)
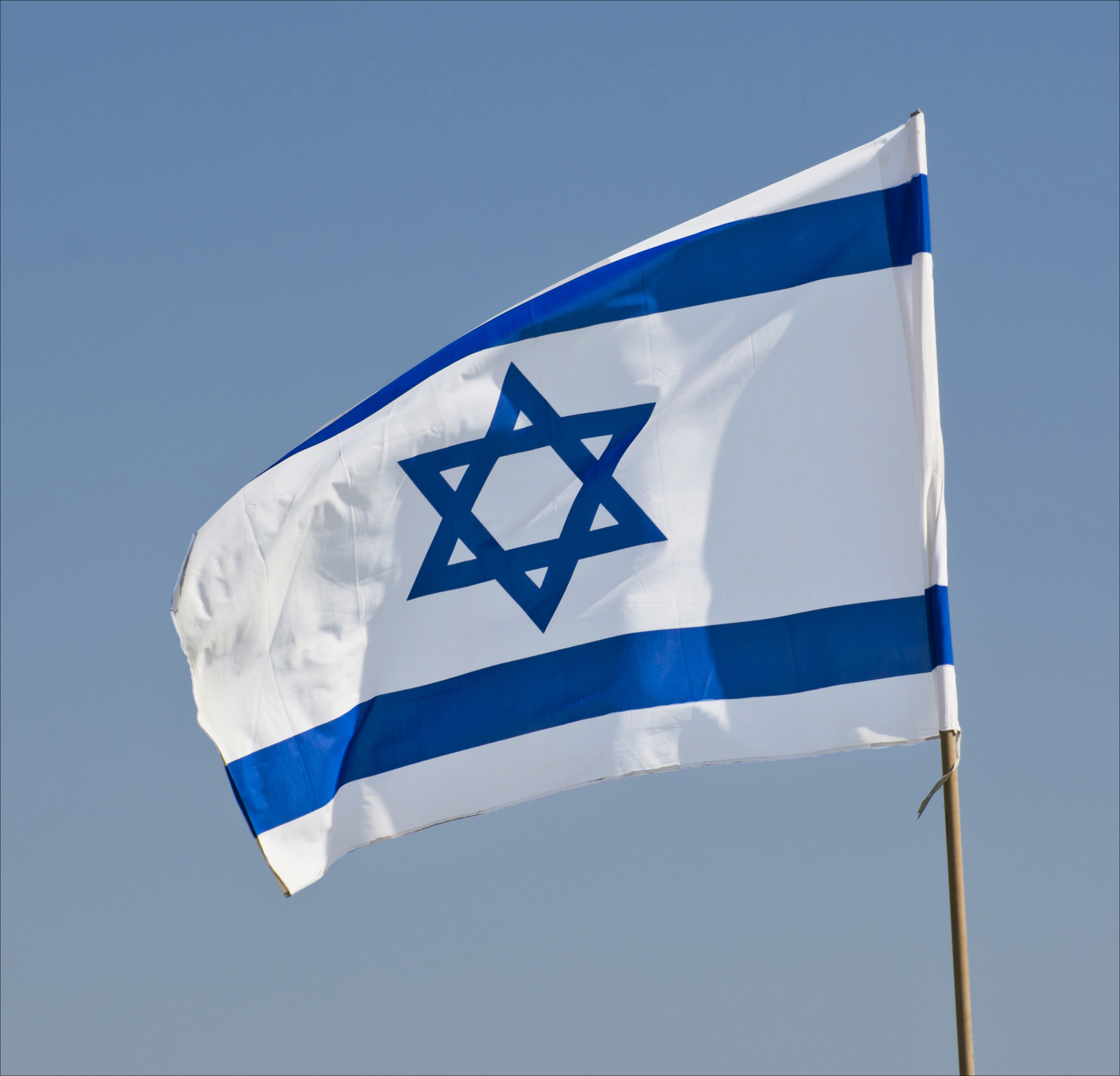
Azur et blanc
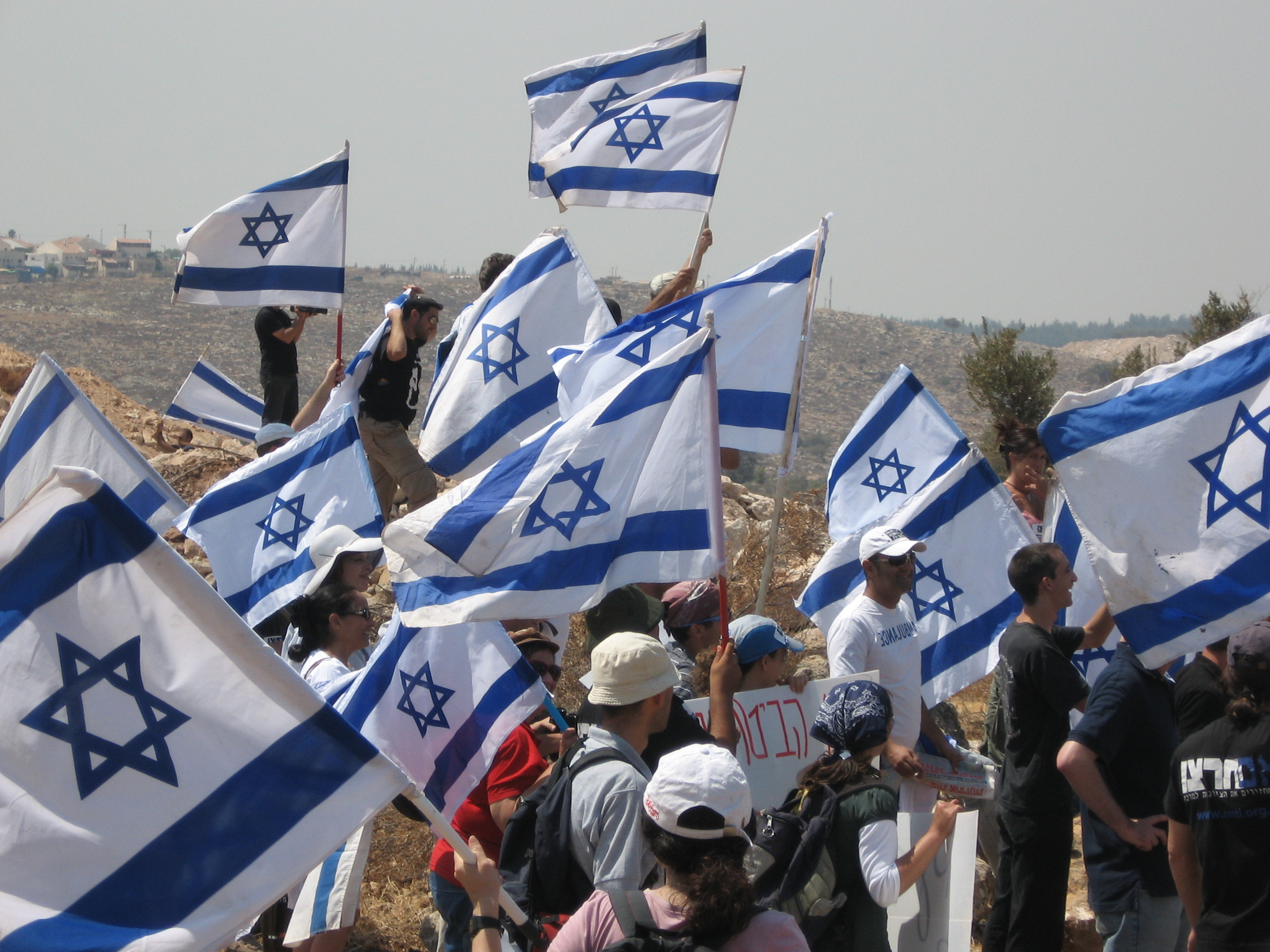
Manifestation à Naalin.
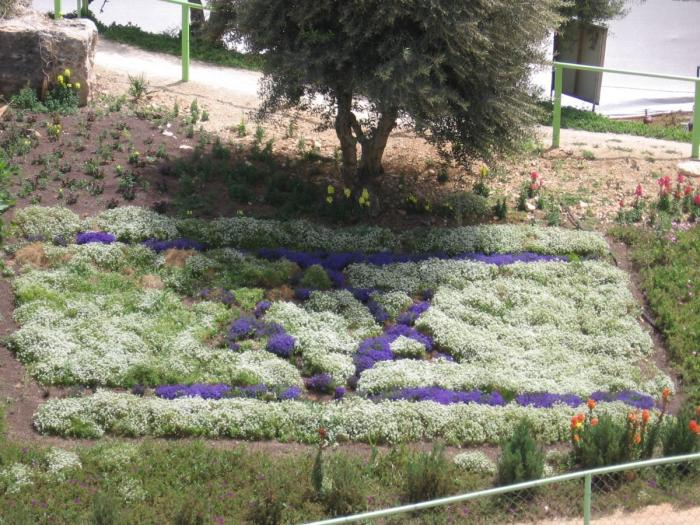
Mosaïculture du drapeau.
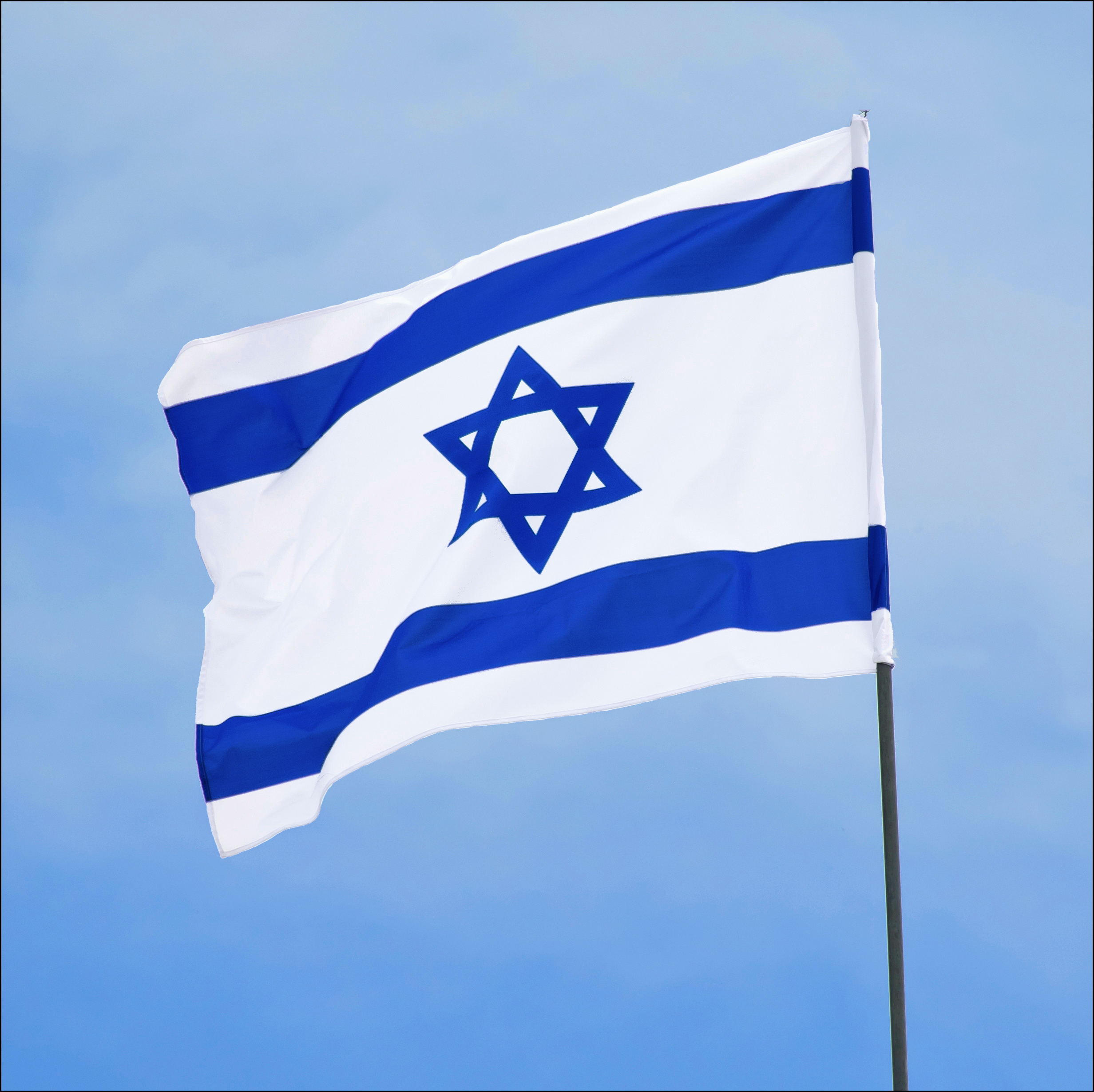
Azur et blanc, 2015

## Pavillons
Les pavillons d'Israël arborent eux aussi l'étoile de David mais la composition change. Le ratio adopté est 2:3, qui est beaucoup plus standard que le drapeau.
Le pavillon civil envoyé à bord des bateaux immatriculés en Israël est composé d'un fond bleu avec l'étoile inscrite dans un ovale blanc. L'étoile est également allongée verticalement dans un ratio de 3:2.
Pour le pavillon envoyé à bord des navires de guerre, le disque est remplacé par un triangle situé du côté de la hampe.